# Артериальный проток
Артериальный проток (лат. ductus arteriosus; также Боталлов проток по имени итальянского врача Леонардо Боталло (Боталли)) — проток, верхний отдел 6-й артериальной дуги, соединяющий у эмбрионов наземных позвоночных лёгочный ствол со спинной аортой.
Вскоре после рождения зарастает и превращается в непроходимую для крови артериальную связку (лат. ligamentum arteriosum s. lig. aorticum). Посредством артериального протока венозная кровь лёгочной артерии примешивается к чистой (артериальной) крови аорты. В некоторых исключительных случаях артериальный проток не зарастает, при этом возникает врождённый порок сердца — открытый артериальный проток.
У крокодилов есть сосуд, аналогичный артериальному протоку, остающийся у них на всю жизнь, так же смешивающий венозную кровь с артериальной; это — левая аортная дуга (arcus aortae sinister), выходящая из правого желудочка (следовательно, содержащая венозную кровь) и соединяющаяся позади сердца с правой аортной дугой (arcus aortae dexter), начинающейся в левом желудочке сердца и содержащей чистую артериальную кровь для образования ствола аорты (truncus aortae).